# プライド・パーク・スタジアム
プライド・パーク・スタジアムはイングランド・ダービーのプライド・パーク内にあるスタジアム。

## 概要
1895年から102年間使用していたベースボール・グラウンドの代わりに開設。こけら落としにはエリザベス2世女王が来場した。
またU-21イングランド代表の国際親善試合の開催も頻繁であり、ブラジル、ウクライナ代表との試合会場として使用された。また、2012年ロンドン五輪サッカーの予選会場として使用予定だったが、リコー・アリーナに変更された 。
2013年12月7日に飲料メーカーiProが700万ポンドで10年間の命名権を取得し、iProスタジアムと改名された 。